# ان‌جی‌سی ۵۶۴۰
ان‌جی‌سی ۵۶۴۰ (انگلیسی: NGC 5640) یک کهکشان مارپیچی است که تقریباً ۶۶۰ میلیون سال نوری از زمین فاصله دارد و در صورت فلکی زرافه قرار دارد. این کهکشان توسط ستاره شناس بریتانیایی ویلیام هرشل در ۲۰ دسامبر ۱۷۹۷ کشف شد.